# August Bellinder
August Bellinder (i riksdagen kallad Bellinder i Göteborg, senare Bellinder i Slutarp och Sveneby), född 10 september 1845 i Bällefors socken, Skaraborgs län, död 7 mars 1925 i Sveneby församling, var en svensk skolman och politiker. Han var far till Sven Bellinder.
Bellinder var lektor i historia och modersmålet vid Göteborgs högre latinläroverk 1887–1911. Han tillhörde Högerpartiet och var 1908–1919 ledamot av första kammaren i Sveriges riksdag, först invald i Älvsborgs läns valkrets (1908–1911), senare i Skaraborgs läns valkrets (1912–1919). Bellinder blev ledamot av Vetenskaps- och vitterhetssamhället i Göteborg 1900.
1908 till 1909 tillhörde han Första kammarens protektionistiska parti, 1910–1911 Det förenade högerpartiet och från 1912 till 1919 Första kammarens nationella parti.